# آدریان پارکر
آدریان پارکر (انگلیسی: Adrian Parker؛ زادهٔ ۲ مارس ۱۹۵۱) ورزشکار پنج‌گانه مدرن اهل بریتانیا است.
وی در مسابقات کشوری و بین‌المللی در مجموع برندهٔ ۱ مدال طلا شده‌است.